# Enlil-bani
Enlil-bani va ser el desè rei de la dinastia d'Isin a Sumer cap al segle xviii aC. Era contemporani de Sumu-la-El (Samuel) de Babilònia.
Va succeir Erra-imiti, encara que sembla, segons una variant de la llista, que un cert Ikūn-pî-Ištar hauria governat abans que ell durant sis mesos. Aquesta Llista de reis sumeris li dona un regnat de 24 anys. El va succeir Zambiya de filiació desconeguda.
Una llegenda explica que Erra-imiti va cridar el seu jardiner, Enlil-bani, mentre celebrava una festivitat i el va entronitzar, posant-li la corona al cap. Després, Erra-imiti va morir mentre menjava un plat de farinetes calentes, i Enlil-bani no va voler deixar la corona i es va convertir en rei.